# Sc Heerenveen in het seizoen 2009/10 (mannen)
Deze pagina geeft diverse statistieken van voetbalclub sc Heerenveen van het seizoen 2009/2010. Heerenveen speelt ook dit jaar weer in de Eredivisie. Tevens zal de club uitkomen in de KNVB beker, De Johan Cruijff Schaal en in de UEFA Europa League. De ploeg werd in het begin van dit jaar gecoacht door Trond Sollied, die Heerenveen vorig seizoen kampioen van de beker maakte. Na de teleurstellende resultaten van Heerenveen in de eerste vijf speelronden stapte de Noorse coach op. Ook assistent-trainer Chris Van Puyvelde verliet de club. Hoofd opleidingen Jan de Jonge nam de taken van de coach tijdelijk over. Op 3 februari 2010 stapte ook deze op na de 3-1 nederlaag tegen VVV-Venlo. Het seizoen werd afgemaakt met Jan Everse als hoofdtrainer.
Vanaf dit seizoen was er ook een samenwerkingsverband met FC Emmen, waaraan ongeveer zes jeugdspelers werden verhuurd. Ook zal de jeugdopleiding worden samengevoegd.

## Doelstellingen seizoen 2009/2010

### Doelstellingen
De club heeft voor het seizoen 2009/10 de volgende doelen gesteld:
| competitie         | beoogde resultaat                                    | halverwege seizoen              | behaalde resultaat          |  |
| ------------------ | ---------------------------------------------------- | ------------------------------- | --------------------------- |  |
| KNVB beker         | Ver reiken                                           | Uitgeschakeld in achtste finale |                             |  |
| Europa League      | Ver reiken                                           | Groepsfase bereikt              | Uitgeschakeld in groepsfase |  |
| Eredivisie         | Plaatsen voor Europa League 2010/11 zonder play-offs | 14e plaats                      |                             |  |
| Johan Cruijfschaal | Geen doelstelling geformuleerd                       | n.v.t.                          | Verloren van AZ             |  |

## Selectie
| land                                  | speler                 | vorige club        | contract tot |         | land                     | speler                | vorige club                        | contract tot |         |         |         |         |
|                                       | Keepers                | Keepers            | Keepers      | Keepers | Keepers                  | Keepers               | Keepers                            | Keepers      | Keepers | Keepers | Keepers | Keepers |
| ------------------------------------- | ---------------------- | ------------------ | ------------ | ------- | ------------------------ | --------------------- | ---------------------------------- | ------------ | ------- | ------- | ------- | ------- |
| Vlag van België                       | 25 Brian Vandenbussche | Sparta Rotterdam   | 2011         |         | Vlag van België          | 1 Kenny Steppe        | Germinal Beerschot                 | 2013         |         |         |         |         |
| Vlag van Tsjechië                     | 24 Martin Lejsal       | 1. FC Brno         | 2010         |         | Vlag van Nederland       | 27 Diederik Bangma    | eigen jeugd                        | 2011         |         |         |         |         |
|                                       | Verdedigers            |                    |              |         |                          |                       |                                    |              |         |         |         |         |
| Vlag van Nederland                    | 19 Daryl Janmaat       | ADO Den Haag       | 2012         |         | Vlag van Noord-Macedonië | 20 Goran Popov        | Levadiakos (gehuurd van Egaleo FC) | 2011         |         |         |         |         |
| Vlag van Tsjechië                     | 2 Milan Kopic          | FK Mladá Boleslav  | 2012         |         |                          |                       |                                    |              |         |         |         |         |
| Vlag van Denemarken                   | 3 Kristian Bak Nielsen | FC Midtjylland     | 2011         |         | Vlag van Nederland       | 5 Michael Dingsdag    | Vitesse                            | 2010         |         |         |         |         |
| Vlag van Nederland                    | 4 Michel Breuer        | Excelsior          | 2009         |         |                          |                       |                                    |              |         |         |         |         |
| Vlag van Servië                       | 6 Igor Djuric          | Vojvodina Novi Sad | 2013         |         |                          |                       |                                    |              |         |         |         |         |
| Vlag van Nederland                    | 37 Gerry Koning        | FC Volendam        | 2011         |         |                          |                       |                                    |              |         |         |         |         |
|                                       | Middenvelders          |                    |              |         |                          |                       |                                    |              |         |         |         |         |
| Vlag van Zweden                       | 7 Viktor Elm           | Kalmar FF          | 2012         |         | Vlag van Tsjechië        | 15 Michal Svec        | Slavia Praag                       | 2012         |         |         |         |         |
| Vlag van Noorwegen                    | 17 Christian Grindheim | Vålerenga IF       | 2012         |         | Vlag van Finland         | 10 Mika Väyrynen      | PSV                                | 2011         |         |         |         |         |
| Vlag van Nederland                    | 9 Geert Arend Roorda   | eigen jeugd        | 2013         |         |                          |                       |                                    |              |         |         |         |         |
| Vlag van Argentinië                   | 23 Hernán Losada       | Anderlecht         | 2010         |         |                          |                       |                                    |              |         |         |         |         |
|                                       | Aanvallers             |                    |              |         |                          |                       |                                    |              |         |         |         |         |
| Vlag van Nederland                    | 8 Roy Beerens          | PSV                | 2013         |         | Vlag van Nederland       | 35 Gerald Sibon       | 1.FC Nürnberg                      | 2009         |         |         |         |         |
| Vlag van Brazilië                     | 12 Paulo Henrique      | Atlético Mineiro   | 2010         |         |                          |                       |                                    |              |         |         |         |         |
| Vlag van Nederland                    | 22 Oussama Assaidi     | BV De Graafschap   | 2014         |         | Vlag van IJsland         | 31 Arnór Smárason     | eigen jeugd                        | 2009         |         |         |         |         |
| Vlag van Noorwegen · Vlag van Marokko | 13 Tarik Elyounoussi   | Fredrikstad FK     | 2013         |         | Vlag van Tsjechië        | 11 Michal Papadopulos | FK Mladá Boleslav                  | 2015         |         |         |         |         |
| Vlag van Nederland                    | 43 Luciano Narsingh    | Eigen Jeugd        | 2013         |         | Vlag van Noord-Macedonië | Samir Fazli           | Makedonija Skopje                  | 2014         |         |         |         |         |

## Mutaties

### Aangetrokken
| Speler             | Vorige club                       | Contract tot | Bijzonderheden             |
| ------------------ | --------------------------------- | ------------ | -------------------------- |
| Filip Đuričić      | Radnicki Obrenovac                | 2013         | komt over in januari 2010  |
| Samir Fazli        | FK Makedonija Ğorče Petrov Skopje | 2014         |                            |
| Martin Lejsal      | 1. FC Brno                        | 2010         | gehuurd met optie tot koop |
| Michal Papadopulos | FK Mladá Boleslav                 | 2014         |                            |
| Igor Djuric        | Vojvodina Novi Sad                | 2013         |                            |
| Gerry Koning       | FC Volendam                       | 2011         |                            |
| Hernán Losada      | Anderlecht                        | 2010         | gehuurd met optie tot koop |
| Oussama Assaidi    | BV De Graafschap                  | 2014         |                            |

### Vertrokken
| Speler                | Nieuwe club       | bijzonderheden                   |
| --------------------- | ----------------- | -------------------------------- |
| Lesly Fellinga        | Toronto FC        | contract niet verlengd           |
| Robin Huisman de Jong | BV Cloppenburg    | was verhuurd aan FC Emmen        |
| André Hanssen         | FK Bodø/Glimt     | contract niet verlengd           |
| Jeroen Drost          | Vitesse           | verkocht na verhuur              |
| Oguzhan Türk          | SC Cambuur        | was verhuurd aan Go Ahead Eagles |
| Timmi Johansen        | Odense BK         | verkocht na huurperiode          |
| Hans Vonk             | Ajax Cape Town    |                                  |
| Danijel Pranjić       | FC Bayern München |                                  |
| Donovan Deekman       | Sporting Lokeren  |                                  |
| Samuel Armenteros     | Heracles Almelo   |                                  |
| Mislav Rados          | N.N.B             |                                  |
| Reza Ghoochannejhad   | Go Ahead Eagles   | op amateurbasis                  |

### Verhuurd
| Speler             | Nieuwe club | bijzonderheden              |
| ------------------ | ----------- | --------------------------- |
| Xander Houtkoop    | FC Emmen    |                             |
| Michel Poldervaart | FC Emmen    |                             |
| Hassan Bai Kamara  | FC Emmen    |                             |
| Agil Etemadi       | FC Emmen    |                             |
| Pedro Beda         | FC Emmen    |                             |
| Henrico Drost      | VVV-Venlo   | verhuurd met optie tot koop |
| Harmen Zeinstra    | FC Emmen    |                             |
| Calvin Jong-A-Pin  | Vitesse     |                             |
| / Cecilio Lopes    | FC Zwolle   |                             |

### Technische Staf
| Persoon            | Nieuwe club                       | bijzonderheden               |
| ------------------ | --------------------------------- | ---------------------------- |
| Trond Sollied      | Al-Ahli SC                        | Trainer, opgestapt           |
| Chris Van Puyvelde | KSC Lokeren                       | assistent-trainer, opgestapt |
| Jan de Jonge       | sc Heerenveen (hoofd opleidingen) | Trainer, opgestapt           |

## Wedstrijdstatistieken

### Oefenduels
| Plaats       | Datum    | Thuis            | Uitslag | Uit           | Doelpuntenmakers (Heerenveen)                                          | Doelpuntenmakers (tegenstander) |
| ------------ | -------- | ---------------- | ------- | ------------- | ---------------------------------------------------------------------- | ------------------------------- |
| VV Staphorst | 24-06-09 | VV Staphorst     | 0 - 9   | sc Heerenveen | Paulo Henrique 4×, Pedro Beda 2×, Wojciechowski, Ingelsten en Dingsdag |                                 |
| Bakhuizen    | 27-06-09 | Gaasterlân/Sleat | 1 - 9   | sc Heerenveen | Paulo Henrique 5×, Papadopulos 3× en Breuer                            | Ype Haytema                     |
| Terwolde     | 01-07-09 | Go Ahead Eagles  | 0 - 1   | sc Heerenveen | Grindheim                                                              |                                 |
| Beckum       | 04-07-09 | AA Gent          | 0 - 1   | sc Heerenveen | Sibon                                                                  |                                 |
| Leek         | 08-07-09 | Sivasspor        | 0 - 5   | sc Heerenveen | Elyounoussi, Elm, Sibon 2× en Beerens                                  |                                 |
| Heerenveen   | 21-07-09 | sc Heerenveen    | 2-2     | Trabzonspor   | Elm, Sibon                                                             | Dacosta 2×                      |

### Johan Cruijfschaal
| Stadion         | Datum        | Thuis | Uitslag | Uit           | Doelpuntenmakers/kaarten (Heerenveen) | Doelpuntenmakers/kaarten (tegenstander) |
| --------------- | ------------ | ----- | ------- | ------------- | ------------------------------------- | --------------------------------------- |
| Amsterdam ArenA | 25 juli 2009 | AZ    | 5-1     | sc Heerenveen | Papadopulos                           | Holman, El Hamdaoui, Martens, Lens 2×   |

### Europa League
| Stadion               | Datum    | Thuis             | Uitslag | Uit               | Doelpuntenmakers (Heerenveen)                      | Kaarten (Heerenveen)                                              |
| --------------------- | -------- | ----------------- | ------- | ----------------- | -------------------------------------------------- | ----------------------------------------------------------------- |
| Toumbastadion         | 20-08-09 | PAOK Saloniki     | 1-1     | sc Heerenveen     | 45' Henrique                                       | 50' Henrique, 56' Koning                                          |
| Abe Lenstra Stadion   | 27-08-09 | sc Heerenveen     | 0-0     | PAOK Saloniki     |                                                    | 25' Breuer, 56' Dingsdag, 61' Losada, 89' Djuric, 90' Bak Nielsen |
| Abe Lenstra Stadion   | 17-09-09 | sc Heerenveen     | 2-3     | Sporting Lissabon | 12' Sibon, 77' Dingsdag                            | 79' Assaidi                                                       |
| Skontostadion         | 01-10-09 | FK Ventspils      | 0-0     | sc Heerenveen     |                                                    | 90' Dingsdag                                                      |
| Oplympiastadion       | 22-10-09 | Hertha BSC        | 0-1     | sc Heerenveen     | 36' Losada                                         | 55' Bak Nielsen, 55' Assaidi                                      |
| Abe Lenstra Stadion   | 05-11-09 | sc Heerenveen     | 2-3     | Hertha BSC        | 4', 38' Papadopulos                                |                                                                   |
| Estádio José Alvalade | 03-12-09 | Sporting Portugal | 1-1     | sc Heerenveen     | 47' Assaidi                                        | 68' Popov, 78' Elm                                                |
| Abe Lenstra Stadion   | 16-12-09 | sc Heerenveen     | 5-0     | FK Ventspils      | 55' Väyrynen, 58' Elm, 77', 78' Sibon, 88' Janmaat | 41' Papadopulos                                                   |

### KNVB beker
| Stadion             | Datum    | Thuis         | Uitslag | Uit            | Doelpuntenmakers (Heerenveen)                       | Kaarten (Heerenveen) |
| ------------------- | -------- | ------------- | ------- | -------------- | --------------------------------------------------- | -------------------- |
| Putter Eng          | 23-09-09 | SDC Putten    | 0-7     | sc Heerenveen  | 6' Losada, 26', 49', 85' Papadopulos, 56', 74' Elm  |                      |
| Abe Lenstra Stadion | 28-10-09 | sc Heerenveen | 4-2     | RBC Roosendaal | 13' Janmaat, 59' Popov, 73' Papadopulos, 90' Breuer | 89' Assaidi          |
| Abe Lenstra Stadion | 16-01-10 | sc Heerenveen | 1-3     | PSV            | 80' Sibon                                           | 28' Grindheim        |

### Eredivisie
| Stadion                    | Datum    | Thuis            | Uitslag | Uit           | Doelpuntenmakers (Heerenveen) | Kaarten (Heerenveen)              |
| -------------------------- | -------- | ---------------- | ------- | ------------- | ----------------------------- | --------------------------------- |
| Abe Lenstra Stadion        | 31-07-09 | sc Heerenveen    | 0-0     | Roda JC       |                               | 92' Henrique                      |
| McDOS Goffertstadion       | 07-08-09 | N.E.C.           | 4-1     | sc Heerenveen | 85' Papadopulos               | 23' Breuer, 39' Stolte, 75' Popov |
| Abe Lenstra Stadion        | 15-08-09 | sc Heerenveen    | 1-0     | Vitesse       | 13' Losada                    | 42' Losada, 89' Kalou             |
| Abe Lenstra Stadion        | 23-08-09 | sc Heerenveen    | 0-2     | AZ            | 30' e.d. Lejsal               |                                   |
| Rat Verlegh Stadion        | 30-08-09 | NAC Breda        | 2-0     | sc Heerenveen |                               | 35' Papadopulos, 45' Kalou        |
| Abe Lenstra Stadion        | 12-09-09 | sc Heerenveen    | 0-1     | FC Groningen  |                               | 35' Nielsen, 74', 90'Dingsdag     |
| Abe Lenstra Stadion        | 20-09-09 | sc Heerenveen    | 0-2     | FC Twente     |                               | 39' Breuer, 55' Losada, 76' Popov |
| Sparta-Stadion Het Kasteel | 27-09-09 | Sparta Rotterdam | 0-2     | sc Heerenveen | 45' Henrique, 73' (pen.) Elm  | 14' Elm, 29' Dingsdag 71' Janmaat |

#### Positiesc Heerenveen na wedstrijd
| Wedstrijd     | 1  | 2  | 3  | 4  | 5  | 6  | 7  | 8  | 9  | 10 | 11 | 12 | 13 | 14 | 15 | 16 | 17 | 18 | 19 | 20 | 21 | 22 | 23 | 24 | 25 | 26 | 27 | 28 | 29 | 30 | 31 | 32 | 33 | 34 |
| sc Heerenveen | 10 | 16 | 10 | 13 | 15 | 16 | 17 | 16 | 15 | 16 | 17 | 15 | 11 | 13 | 9  | 12 | 14 | 14 | 13 | 13 | 13 | 13 | 14 | 13 | 13 | 13 | 11 | 11 | 11 | 11 | 11 | 11 | 11 | 11 |